# 250719 Jurajbardy
250719 Jurajbardy este o planetă minoră (asteroid) din centura de asteroizi. A fost descoperită pe 23 septembrie 2005 la Ondřejovská hvězdárna⁠(d) de Peter Kušnirák⁠(d). 
Obiectul prezintă o orbită caracterizată de o semiaxă mare de 2,9807721089531 UAi, o excentricitate de 0,08, o înclinație de 9,6 ° în raport cu ecliptica.